# یویچی ناکامورا (بازیگر)
یویچی ناکامورا (انگلیسی: Yūichi Nakamura; ۸ اکتبر ۱۹۸۷ – ) بازیگر اهل ژاپن بود.